# Laephotis wintoni
Laephotis wintoni är en fladdermusart som beskrevs av Thomas 1901. Laephotis wintoni ingår i släktet Laephotis och familjen läderlappar. IUCN kategoriserar arten globalt som livskraftig. Inga underarter finns listade i Catalogue of Life.
Denna fladdermus förekommer främst i östra Afrika från Etiopien till Zambia. En avskild population lever i östra Sydafrika och Lesotho. Arten hittas i habitat som savanner, buskskogar och bergsängar. Det iakttogs inga flockar utan bara en eller två individer samtidig.
Några exemplar från Lesotho hade en absolut längd av 106 till 111 mm, inklusive en 47 till 50 mm lång svans. Deras underarmar var 39 till 40 mm långa, de hade 21 till 24 mm långa öron och en vikt av 9 till 11 g. Två exemplar från Sydafrika var med 37 till 38 mm långa underarmar och en vikt av 7,3 till 8,0 g lite mindre. Pälsen på ovansidan har en brun färg. Arten saknar hudflikar (blad) på näsan. Håren som bildar ovansidans päls är mörkbruna nära roten och rödbruna till gulbruna på spetsen. Undersidan är vid hakan täckt av gulorange päls, strupen är ljusbrun till rödbrun och buken är krämfärgad till vit. De 21 till 24 mm stora öronen är trekantiga. Laephotis wintoni har en mörkbrun till svartbrun flygmembran som är vid bakbenen lite genomskinlig. Svansen är i princip helt inbäddad i svansflyghuden.